# Дашкевич, Ярослав Романович
Яросла́в Рома́нович Дашке́вич (13 декабря 1926, Львов — 25 февраля 2010, Львов) — советский и украинский историк, археограф, арменовед (специализировавшийся на изучении армянских колоний Украины и Польши). Доктор исторических наук (1994), профессор (1996). Автор более 1700 научных и публицистических публикаций. Заслуженный деятель науки и техники Украины (2001).

## Биография
Родился 13 декабря 1926 года во Львове. В этом городе прошли его детские и юношеские годы.
В 1944 году окончил украинскую академическую гимназию во Львове и сдал экзамены на аттестат зрелости (экстерном). В 1944 году учился в Львовском медицинском институте. С 1944 года по 1949 год учился в Львовском университете на филологическом факультете, по специальности украинский язык и литература. В 1944—1949 годах был старшим библиотекарем рукописного отдела, старшим библиотекарем и библиографом Кабинета Ивана Франко, в. о. заведующего библиографическим отделом Львовской библиотеки Академии наук УССР.
В 1946 году вышла в свет первая печатная работа. В 1949 году учился в Нефтяном институте в Москве на экономическом факультете.
В 1949 году был арестован органами МГБ по обвинению в антисоветской деятельности (в том же году была арестована его мать). Решением Особого совещания при МГБ осужден на десять лет исправительно-трудовых лагерей. В 1949—1956 года отбывал заключение в Песчанлаге. В 1956 году был освобождён из заключения комиссией Верховного Совета СССР со снятием судимости.
В 1957—1966 годах был библиографом отдела истории Украины Института общественных наук АН УССР. В 1963 году защитил диссертацию на тему «Армянские колонии на Украине в источниках и литературе XV—XIX вв.» в Институте истории Академии наук Армянской ССР в Ереване. В этом же году ему было присвоено звание кандидата исторических наук. 1967—1972 годы научный сотрудник, старший научный сотрудник; в. о. заведующего отделом этнографии Музея этнографии и художественных промыслов Академии наук УССР. В 1973 году младший научный сотрудник; начальник отдела вспомогательных исторических дисциплин Центрального государственного исторического архива УССР во Львове.
1974—1980 год был младшим научным сотрудником, старшим хранителем фондов, старшим научным сотрудником, старшим палеографом Центрального государственного исторического архива УССР во Львове. 1990—1992 год ведущий научный сотрудник Института общественных наук Академии наук Украины, руководитель Львовского отделения Археографической комиссии Академии наук УССР. В 1992 году руководитель Львовского отделения Института украинской археографии Академии наук Украины, заместитель директора Института украинской археографии и источниковедения им. М. С. Грушевского НАН Украины, ведущий научный сотрудник Института востоковедения им. А. Крымского НАН Украины.
В 1993 году старший научный сотрудник Института Восточно-европейских исследований НАН Украины. 30 мая 1994 года присвоена степень доктора исторических наук на основании докторской диссертации «Состояние и направления источниковедческих и исторических исследований истории Украины (вторая половина XIX—XX вв.)», которую защитил в форме доклада. 1995 — реабилитирован. В 1995—2000 годах преподаватель кафедры древней истории Украины и специальных исторических дисциплин исторического факультета Львовского университета. В 1996 году присвоено ученое звание профессора кафедры древней истории Украины и специальных исторических дисциплин Львовского университета. 1996—1997 год руководитель экспертной комиссии по историческим наукам ВАК Украины. С 1998 года заведующий кафедрой востоковедения филологического факультета Львовского университета. В 2003 году присвоено учёное звание профессора кафедры украиноведения Украинского Университета города Москвы.
Умер 25 февраля 2010 года. Похоронен на Лычаковском кладбище во Львове, недалеко от своей матери Елены Степанив.

## Семья
Отцом Ярослава Дашкевича был известный украинский адвокат и гражданско-политический деятель Роман Дашкевич, подполковник Киевских Сечевых стрельцов, генерал-хорунжий армии УНР. В течение долгих лет Роман Дашкевич являлся руководителем спортивной организации «Луг».
Автор работ по истории украинского войска, сечево-сокольского движения, собственных воспоминаний.
Мать — Елена Степанив историк, педагог, гражданско-политический деятель, в прошлом хорунжая Украинских сечевых стрельцов и четарь Украинской Галицкой армии; позднее — старший научный сотрудник Академии наук УССР во Львове и Киеве, доцент Львовского университета. В декабре 1949 года была арестована, сослана в мордовские лагеря, оттуда вернулась в 1956 году. Автор свыше 75 научных работ по географии и экономической географии, воспоминаний.
Жена — Людмила Шереметьева-Дашкевич, журналистка, известная диссидентка, соратница Вячеслава Чорновола.

## Публикации
- Дашкевич Я. Р. Словник польських скорочень. — К., 1959.
- Дашкевич Я. Р. Армянские колонии на Украине в источниках и литературе XV—XIX веков: (Историографический очерк). — Ереван, 1962).
- Дашкевич Я. Р. Армянское книгопечатание на Украине в XVII в. // Историко филологический журнал.- 1963.- № 4.- Стр. 115—130.
- Дашкевич Я. Вірмено половецькі джерела з історії України // Наково-інформ. бюлетень Архівного управління УРСР.- 1965, № 2.- С. 66-74.
- Дашкевич Я. Р. Адміністративні, судові й фінансові книги на Україні в XIII XVIII ст. // Історичні джерела та їх використання.- К., 1969.- Вип. 4.- Стор. 129—171.
- Дашкевич Я., Трыярский Э. Договор Н.Торосовича с львовскими и каменецкими армянами 1627 г. как памятник армяно-кыпчакского языка // Rocznik Orientalistyczny.- 1969.- T. 33, z. 1.- Str. 77 96.
- Дашкевич Я., Трыярский Э. Армяно-кыпчакские предбрачные договоры из Львова (1598 1638 гг.) // Rocznik Orientalistyczny.- 1970а.- T. 33, z. 2.- Str. 67-107.
- Дашкевич Я., Трыярский Э. Армяно-кыпчакский документ из Константинополя 1618 г. // Folia Orientalia.- 1970б.- T. 11.- Str. 123 137.
- Дашкевич Я. Розселення вірменів на Україні у XI XVIII ст. // Український історично-географічний збірник. — Київ, 1971.- Вип. І.- С. 90-155.
- Дашкевич Я., Трыярский Э. Армяно-кыпчакская надпись из Львова (1609) и вопросы изучения средневековых памятников армяно кыпчакской эпиграфики // Rocznik Orientalistyczny.- 1973.- T. 35, z. 2.- Str. 123 135.
- Дашкевич Я., Трыярский Э. Армяно-кыпчакское завещание из Львова 1617 г. и современный ему польский перевод // Rocznik Orientalis tyczny.- 1974а.- T. 36, z. 2.- Str. 119 131.
- Дашкевич Я., Трыярский Э. Армяно-кыпчакские долговые обязательства из Эдирне (1609 г.) и Львова (1615 г.) // Rocznik Orientalistyczny.- 1974б.- T. 37, z. 1.- Str. 47 58.
- Дашкевич Я., Трыярский Э. Древнейший армяно-кыпчакский документ из львовских коллекций (1583 г.) и изучение билингв предбрачных договоров львовских армян // Rocznik Orientalistyczny.- 1975.- T. 37, z. 2.- Str. 33 47.
- Дашкевич Я. Устав армянской общины в Каменце Подольском 1616 г. // Rocznik Orientalistyczny.- 1976.- T. 38.- Стр. 101 109.
- Дашкевич Я. Р. Львовские армяно-кыпчакские документы XVI XVII вв. как исторический источник // Историко-филологический журнал АН АрмССР.- 1977.- № 2.- Стр. 163 164.
- Дашкевич Я., Трыярский Э. Пять армяно-кыпчакских документов из львовских коллекций (1599 1669 г.) // Rocznik Orientalistyczny.- 1978а.- T. 39, z. 1.- Str. 85 132.
- Дашкевич Я., Трыярский Э. Армяно-кыпчакские денежные документы из Львова (конец XVI в. — 1657 г.) // Rocznik Orientalistyczny.- 1978б.- T. 40, z. 1.- Str. 49 69.
- Дашкевич Я. Р. Армяно-кыпчакский язык: Библиография литературы 1802 1978 // Rocznik Orientalistyczny.- 1979а.- T. 40, z. 2.- Стр. 79-86.
- Дашкевич Я., Трыярский Э. Три армяно-кыпчакских записи львовского армянского духовного суда 1625 г. // Rocznik Orientalistyczny.- 1979б.- T. 41, z. 1.- Str. 57 80.
- Дашкевич Я. Р. Армяно-кыпчакский язык в освещении современников: Об использовании экстралингвистических данных для истории тюркских языков // Вопросы языкознания.- 1981а, № 5.- Стр. 79-92.
- Дашкевич Я. Р. Територія України на картах XIII—XVIII ст. // Історичні дослідження: Вітчизняна історія. — К., 1981б. — Вип. 7. — С. 90—91.
- Дашкевич Я., Трыярский Э. Каменные бабы причерноморских степей. Коллекция из Аскании-Нова (Wrocław; Warszawa; Kraków; Gdańsk; Łódź, 1982. у співавт. з Е.Триярським.
- Дашкевич Я. Р. Армяно-кыпчакский язык: Этапы истории // Вопросы языкознания.- 1983, № 1.- Стр. 91-107.
- Дашкевич Я. Р. Середньовічні карти України в дослідженнях кінця XVIII — початку XX ст. // Історичні дослідження: Вітчизняна історія. — К., 1985. — Вип. 11. — С. 85 — 90.
- Дашкевич Я. Символи, символи … . — Львів, 1990.
- Дашкевич Я. Р. Спорные вопросы дипломатической практики Древней Руси // История СССР. — М., 1991. — N 4. — С. 100—111.
- Дашкевич Я. Зображення Кам’янця-Подільського 70-х років XVII—XVIII ст. як історико-топографічне джерело // Проблеми істор. географії України. К., 1991.
- Дашкевич Я. «Книгарь» — журнал епохи революцій і контрреволюцій // Україна. Наука і культура. — К., 1991. — Вип. 25.
- Вірменські метричні книги в Україні XVII—XVIII ст.
- Я. Р. Дашкевич. Українська бопланіана
- Дашкевич Я. Р. Україна вчора і нині: Нариси, виступи, есе. — К., 1993.
- Дашкевич Я. Типологія актів з історії щоденного життя Львова (вірменьска колонія кінця XVI поч. XVII ст.) // Український археографічний щорічник.- 1999.- Вип.3 4.- С.169 199.
- Дашкевич Я. Вірменія і Україна: Зб. наук. статей та рецензій, 1954—1989 рр. — Львів; Нью-Йорк, 2001.
- Дашкевич Я. Р. Закарпаття в українській етнографічній науці 60-х — 90-х рр. XIX ст. // Народознавчі зошити. — Львів, 2003, 2004.
- Дашкевич Я. Україна на стародавніх картах. Кінець XV — перша половина XVII ст.: [Альбом]. — К., 2004. — Співавт.: М. Вавричин, У. Кришталович; (2-е вид. К., 2006).
- Дашкевич Я. Постаті: Нариси про діячів історії, політики, культури. Л., 2006; (2-е доповн. вид. Л., 2007).
- Дашкевич Я. «…Учи неложними устами сказати правду» : Історична есеїстика (1989—2008). — К., 2011.
- Дашкевич Я. Майстерня історика: джерелознавство та спеціальні історичні дисципліни (укр.) / упоряд. А. Гречило, М. Капраль, А. Фелонюк. — Львів: Піраміда, 2011. — 792 с. Архивировано 23 января 2022 года.
- Дашкевич Я. Вірмени в Україні: Зб. наук. статей та рецензій, 1954—2009 рр. — Львів, 2012.
- Дашкевич Я. Україна і Схід (укр.) / упоряд. Г. Сварник, А. Фелонюк. — Львів, 2016. — 960 с. Архивировано 7 июня 2024 года.